# Calciumpropionaat
Calciumpropionaat is het calciumzout van propionzuur. In watervrije toestand is het een kleurloze tot witte kristallijne vaste stof, die goed oplosbaar is in water.

## Synthese
Calciumpropionaat wordt bereid door de reactie van propionzuur met calciumhydroxide:
{\displaystyle {\ce {2C2H5COOH + Ca(OH)2 -> Ca(C2H5COO)2 + 2H2O}}}
Calciumhydroxide wordt daarbij in situ gevormd door de hydrolyse van calciumoxide:
{\displaystyle {\ce {CaO + H2O -> Ca(OH)2}}}

## Voorkomen en toepassingen
Als synthetisch voedingsadditief heeft calciumpropionaat het E-nummer E282. Het wordt in kleine hoeveelheden aan veel voedingswaren toegevoegd, vooral brood en gebak, als conserveermiddel (schimmelremmer). Het wordt ook aan veevoeders toegevoegd om de houdbaarheid te verlengen.
In sommige gefermenteerde producten als kaas komt calciumpropionaat in hogere concentraties voor.